# Kurt Ceipek
Kurt Ceipek (* 16. Jänner 1948; † 22. November 2023) war ein österreichischer Journalist und Autor.

## Leben
Ceipek besuchte ein Gymnasium und arbeitete bereits in dieser Zeit bei der Tageszeitung Die Neue als Sportfotograf und Musikredakteur. 1974 begann er bei der Raiffeisenzeitung des Österreichischen Raiffeisenverbandes, der damals auflagenstärksten Wirtschafts-Wochenzeitung und war von 1989 bis 2010 deren Chefredakteur. 1991 war er gemeinsam mit Ernst Scheiber Gründervater und Langzeit-Chefredakteur der von der Universität für Bodenkultur bzw. dem Österreichischen Biomasseverband herausgegebene Zeitschrift „Ökoenergie“. Kurt Ceipek ist Mitbegründer und Autor des Medienwatchblogs ORF-Watch.at.
Ceipek erhielt zahlreiche Auszeichnungen, unter anderem 1995 den Eduard Hartmann-Preis des Verbandes der Agrarjournalisten und -publizisten in Österreich (VAÖ) und im Jahr 2013 wurde ihm von diesem Verband die Ehrenurkunde überreicht. Im Jahr 2005 erfolgte die Auszeichnung mit dem „Hans-Kudlich-Preis“ des Ökosozialen Forums und drei Jahre danach (2008) verlieh ihm das Bundesministerium für Unterricht, Kunst und Kultur den Berufstitel Professor.